# Apagesoma
Apagesoma es un género de peces que pertenece a la familia Ophidiidae, del orden Ophidiiformes. Esta especie marina fue descubierta por H. Jacque Carter en 1983.

## Especies
Especies reconocidas del género:
- Apagesoma australis J. G. Nielsen, N. J. King & Møller, 2008
- Apagesoma delosommatus (Hureau, Staiger & J. G. Nielsen, 1979)
- Apagesoma edentatum H. J. Carter, 1983

### Lectura recomendada
- Nielsen, Jørgen G., Daniel M. Cohen, Douglas F. Markle, and C. Richard Robins. 1999. Ophidiiform fishes of the world (Order Ophidiiformes): An annotated and illustrated catalogue of pearlfishes, cusk-eels, brotulas and other ophidiiform fishes known to date. FAO Fisheries Synopsis, no. 125, vol. 18. xi + 178.